# Helicia vanroyenii
Helicia vanroyenii är en tvåhjärtbladig växtart som beskrevs av D.B. Foreman. Helicia vanroyenii ingår i släktet Helicia och familjen Proteaceae. Inga underarter finns listade i Catalogue of Life.